# Три хвилини (фільм)
«3 хвилини» — гостросюжетний короткометражний фільм 2011 року. Виробництво почалося в 2010 році під керівництвом режисера Росса Чінга із продюсерами Доном Лі й Джорджем Вангом.

## Про фільм
Безіменний головний герой отримує пістолет від старого чоловіка, він повинен виконати невизначене завдання протягом трьох хвилин.

## Знімались
| Актор              | Роль    |
| ------------------ | ------- |
| Гаррі Шам-молодший | Гаррі   |
| Стівен Босс        | Стів    |
| Катріна Ло         | Катріна |